# Casirate Olona
Casirate Olona (Casiraa Olona in dialetto milanese) è una frazione del comune italiano di Lacchiarella posta a sudest del centro abitato, verso Turago Bordone. Ha costituito un comune autonomo fino al 1869.

## Storia
Casirate era un piccolo centro abitato del milanese di antica origine, e confinava con Lacchiarella a nord, Villa Maggiore e Campo Morto ad est, Gualdrasco e Turago Bordone a sud, e Mettone ad ovest. Al censimento del 1751 la località fece registrare 196 residenti, e risultava sede di parrocchia e feudo della famiglia Molinari.
In età napoleonica, nel 1805, la popolazione era salita a 290 unità, e nel 1809 il municipio si allargò annettendo il territorio di Mettone, ma nel 1811 fu a sua volta soppresso ed incorporato a Lacchiarella; tutti i centri recuperarono comunque l'autonomia nel 1816, in seguito all'istituzione del Regno Lombardo-Veneto, seppur venendo spostati in Provincia di Pavia.
L'abitato conobbe una leggera crescita tipica di un villaggio agricolo, facendo registrare 368 anime nel 1853, e 396 nel 1859, anno in cui i Savoia lo riportarono in Provincia di Milano. Il municipio, la cui denominazione era stata nel frattempo rettificata in Casirate Olona a partire dal 1862, fu definitivamente soppresso il 7 marzo 1869 su decreto di Vittorio Emanuele II, venendo annesso coi suoi 450 abitanti a Lacchiarella, riprendendo l'antico modello napoleonico.

## Monumenti e luoghi d’interesse

### Architetture religiose
La Chiesa di San Donato e Carpoforo è stata sede di una parrocchia pluri-centenaria. 